# Calamoschoena nigripunctalis
Calamoschoena nigripunctalis là một loài bướm đêm trong họ Crambidae.